# Werner Torkanowsky
Werner Torkanowsky, né à Berlin le 30 mars 1926 et mort à Bar Harbor le 20 octobre 1992, est un chef d'orchestre, compositeur et violoniste germano-américain.

## Biographie
Torkanowsky est né à Berlin, en Allemagne. En 1933, alors qu'il a six ans, ses parents émigrent en Palestine et l'élèvent dans un kibboutz. Après avoir obtenu un diplôme de violon au conservatoire de Tel-Aviv en 1947, il émigre aux États-Unis l'année suivante pour poursuivre le violon avec Raphael Bronstein. Après avoir obtenu la naturalisation américaine en 1952 et un poste de violoniste à l'orchestre symphonique de Pittsburgh, il étudie de 1954 à 1958 la direction d'orchestre avec Pierre Monteux. Après ses débuts avec les « Ballets Espagnoles », il devient directeur musical du « Ballet USA » de Jerome Robbins.
Après avoir reçu le prix Naumburg en 1961, Torkanowsky fait ses débuts avec le New York Philharmonic et le New York City Opera, où il dirige The Medium et The Consul de Gian Carlo Menotti. Il est également à cette occasion chef d'orchestre pour le film issu de l'opéra, avec Patricia Neway et Chester Ludgin . Il dirige ensuite de nombreux orchestres majeurs, en Israël et en Europe, mais aussi la plupart des grandes phalanges américaines -  Philadelphie, Boston, Chicago, Los Angeles ou Détroit. Il a par exemple dirigé l'opéra Vanessa de Samuel Barber au Festival de Spoleto en 1961, à l'invitation de Gian Carlo Menotti.
De 1963 à 1977, Torkanowsky est directeur musical et chef d'orchestre de l'Orchestre Philharmonique-Symphonique de la Nouvelle-Orléans. Il dirige également des représentations de Mefistofele d'Arrigo Boito avec Norman Treigle, pour l'Opéra de San Diego (1973) et  pour l'Opéra de Seattle (1974). En 1981, il est nommé directeur et chef d'orchestre du Bangor Symphony Orchestra (Maine), où il reste jusqu'à ce qu'il succombe à un cancer le 20 octobre 1992 à Bar Harbor, dans le Maine, à l'âge de soixante-six ans. Après sa mort, l'orchestre publie un double disque compact de diverses performances s'échelonnant de 1989 à 1992.
Werner Torkanowsky a parallèlement été un violoniste, très actif dans le domaine de la musique de chambre, ainsi qu'un compositeur. Il a été marié à l'artiste américaine Vera Klement (1929-2023) puis à Ragna Bruno. Son fils, David Torkanowsky, est un artiste de jazz à la Nouvelle-Orléans.